# Danilo Ilić
Danilo Ilić (kyrilliska: Данило Илић), född 1891, död 3 februari 1915 i Sarajevo, var en bosnienserb som var medlem av Unga Bosnien. Ilić konspirerade med Gavrilo Princip, Nedeljko Čabrinović, Vaso Čubrilović, Trifko Grabež, Muhamed Mehmedbašić och Cvjetko Popović för att mörda den österrikiske tronföljaren Franz Ferdinand år 1914. 

## Biografi
Danilo var son till en stenläggare från Sarajevo. Fadern dog när Danilo var liten och modern försörjde sig och sonen genom att arbeta som tvätterska och hyra ut rum i sitt hus. Danilo lärde känna Gavrilo Princip genom att denne ett tag bodde som inackorderad student i hemmet, och de blev mycket goda vänner.
Ilić provade flera yrken, bland annat journalist, korrekturläsare, godslastare. Det sistnämnda tärde på hans hälsa, som alltid varit vacklande.  

Till slut utbildade han sig dock till folkskollärare. Han var också översättare på eget initiativ och översatte arbeten av Oscar Wilde och Maxim Gorkij, med flera. I maj 1914 när den österrikiske tronföljaren Franz Ferdinand skulle komma på besök i Sarajevo tog Princip kontakt med Ilić och de beslöt sig för att organisera ett attentat. Syftet var att protestera mot det förtryck som folket i Bosnien utsattes för under Österrike-Ungerns styre. Ilić hade kontakter med högt uppsatta medlemmar i det serbiska hemliga sällskapet Svarta handen som gillade idén och skänkte vapen. Först hade  Ilić själv tänkt deltaga i attentatet, men övergick sedan till att ägna sig åt tekniska förberedelser. Morgonen före det planerade attentatet blev Ilić dock rädd och försökte övertala Princip (och de andra attentatsmännen) att ställa in planen, men denne svarade att det var nödvändigt att fortsätta.

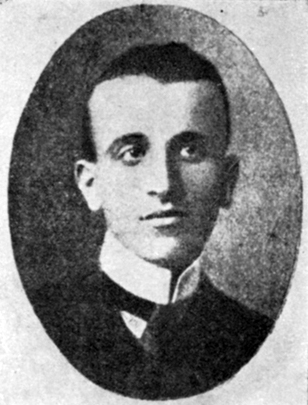
Danilo som nittonåring, 1910.

 Den 28 juni 1914 mördades Franz Ferdinand och hans gemål av Princip och attentatsmännen greps. Ilić greps efter att Princip råkat avslöja att han lärt känna honom och hans mor 1907 och hyrt ett rum av modern. Ilić, som inte var förberedd på ett eventuellt förhör, drabbades av ett mentalt sammanbrott och råkade avslöja samtliga konspiratörer bakom attentatet. Detta har ibland betraktats som att han förrådde sina kamrater. Vid rättegången hade han samlat sig något och på frågan om han ansåg sig vara skyldig svarade han, " Lika skyldig som jag bidrog till det ". Vid ett tillfälle nämnde Princip för domaren att Ilić hade samma tankar som han om att de sydslaviska länderna borde förenas, på vilket domaren anmärkte “...under Österrike”, och Princip svarade: “Gud förbjude! (...) så långt gick vi aldrig (...)”. Danilo Ilić dömdes till döden genom hängning, eftersom han var över 20 år. Gavrilo Princip som var 19 vid tidpunkten för mordet fick fängelse.
Kvällen före sin avrättning skrev Danilo ett brev till sin mor. Han avrättades den 3 februari 1915 samtidigt som två andra unga män som hjälpt till med bakgrundsförberedelser (Mihajlo-Miško Jovanović och Veljko Čubrilović). Dessa två vägrade säga adjö till honom på avrättningsplattformen eftersom de kände sig förrådda av honom.
Ilić är idag (sedan 1939) begravd i De Vidovdanska Hjältarnas Kapell i Sarajevo, tillsammans med merparten av de andra konspiratörerna.